# Гессельберг

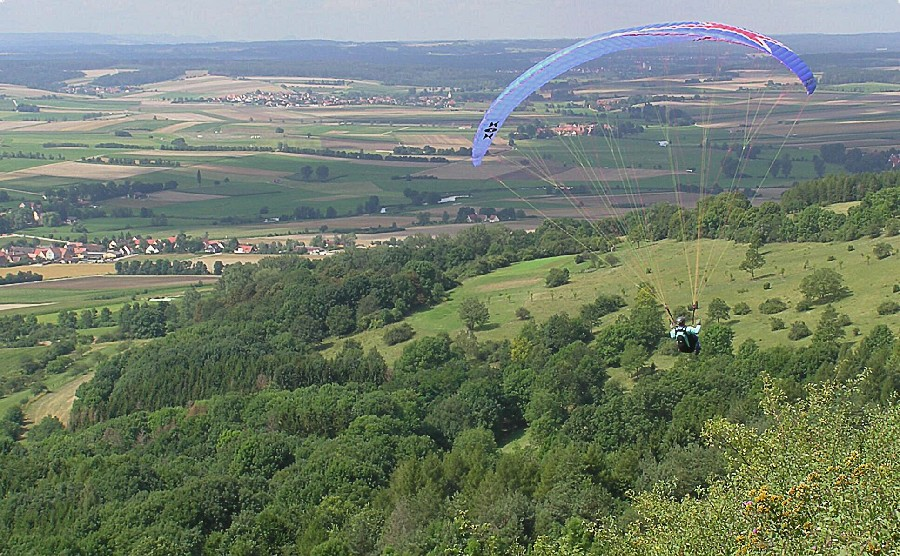
Парапланеризм на горі

Гессельберг (вимова [ˈhɛsl̩ˌbɛʁk] ( прослухати); 689 м над рівнем моря) — гора, найвища точка Середньої Франконії та франконської Юри, розташована 60 км на південний захід від Нюрнберга, Німеччина. Гора стоїть ізольовано і далеко від центру Франконської Юри, в її південно -західному прикордонному регіоні, 4 км на північний захід від Вассертрюдінгена. Перше зафіксоване ім'я гори — Езельберг, що, ймовірно, походить від Едер Берг (похмура гора). Пізніше ця назва змінилася на Езельсберг і, нарешті, на нинішню назву Гессельберг. Як останець гора дає уявлення про юрську геологію. Вона також була свідком насиченої подіями історії, багато переказів передавалися з покоління в покоління, і ці історії, змішані з реальними фактами, стали легендами. Нині багато людей відвідують Гессельберг, щоб насолодитися природою та чудовим краєвидом. При ясній погоді за 150 км звідси можна побачити Альпи.

## Форма, розташування та розмір
Гора має довжину приблизно 6 км із середньою шириною від 1 до 2 км. Усі її схили, за винятком південних, вкриті хвойним або змішаним лісом. На верхніх частинах схилів, і особливо на східному схилі гори Рекінґер, є великі площі листяних лісів. Верхня частина видної південної сторони вільна від лісу. На південному та північно-східному схилах є великі площі занедбаних пасовищ із типовими чагарниками ялівцю. Гессельберг можна розділити на 5 ділянок уздовж її центральної лінії (див. Панорамне зображення).

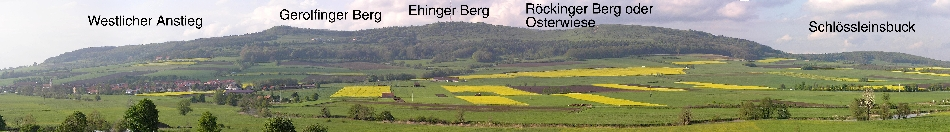
Панорама гори Гессельберґ із півдня

- На західному схилі в основному хвойні ліси. Це вихідний пункт для геологічної природної стежки.
- Західне плато, також звані гори Герольфінгер, має особливо незайманий вигляд з його карстовими лійками — западинами, живоплотами і чагарниками. Проте западини не утворилися природним чином, вони є результатом видобутку матеріалу для будівництва доріг та випалювання вапна.
- З 1994 року центральна частина, відома як гора Ехінгер, з головною вершиною та передавальною вежею стала знову доступною; раніше тут була закрита зона військової бази армії США.
- Безлісе східне плато, яке називають Остервізе або горою Рекінгер, є найважливішою територією для туризму. Ця ділянка служить зоною запуску моделей літаків та дельтапланеризму, а також платформою для спостереження. В особливо ясні дні можна побачити Цугшпітце в Альпах.
- Східне передгір'я, поросле лісом, відоме своїми легендами, має назву Schlössleinsbuck. Цей невеликий пагорб також називають Малим Гессельбергом. Гори Рьокінгер і Шльосляйнсбук розділені між собою долиною Друїдів.

## Походження та геологічна будова
Гессельберг — один з найважливіших геотопів Баварії. 24 вересня 2005 року він був відзначений Георгієм Шляппом, директором Офісу охорони навколишнього природного середовища Баварії, спеціальною відзнакою Bayerns schönste Geotope (найгарніші геотопи Баварії).

### Юрське походження

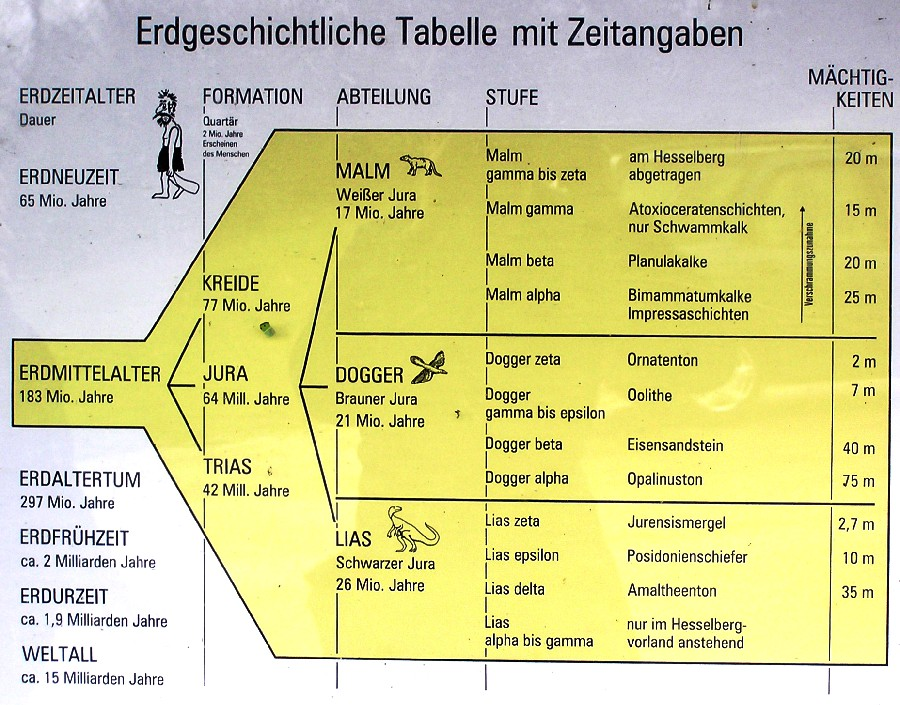
Геологічна таблиця з даними (фрагмент інформаційного знаку біля природної стежки)

200 мільйонів років тому Юрське море простягалося від басейну Північного моря далеко на південь і охоплювало край пізнього тріасу. У той час околиці Гессельбергу лежали на кордоні цього моря. Багато допливів річок приносили величезні маси щебеню зі східної материкової частини і утворювали багатошарове морське дно, яке мало багату флору і фауну. Протягом більш ніж 40 мільйонів років різні шари породи Юри послідовно осідали один за одним: Чорна Юра внизу, Бура Юра вище і Біла Юра ще вище. Кожен з цих шарів характеризується типовими мінералами та включенням скам'янілостей, характерними для кожної епохи. Оскільки певні скам'янілості лежать лише в певних шарах, їх називають індексними. В юрській породі амоніти є індексними скам'янілостями. Згодом Юрське море цілковито замулилося. Оскільки під час ранньої Юри Гессельберг перебував у замкнутому басейні, гору не так розмивало вітром і водою, як рівнину між горою та Ганенкамом. Твердий камінь протистояв ерозії і залишив Гессельберг, як характерний слід епохи, височіти над пейзажем. Цей вид гірського утворення відомий як перевернутий рельєф.

### Скельні шари гори
На горі є геологічна природна стежка зі знаками, що описують її походження. Кожен з трьох основних частин Юрського періоду ділиться на шість підрозділів, пронумерованих грецькими літерами від альфи до дзети. Породи, що знаходяться в різних шарах, позначені згідно з цією класифікацією.

#### Ранні юрські шари

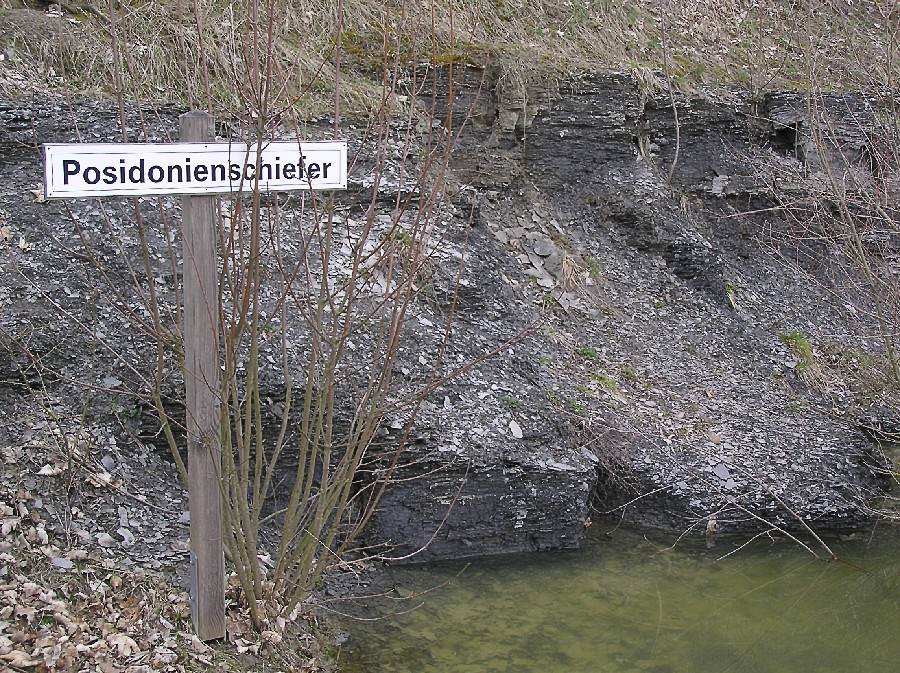
Виходи сланцю.

Чорну Юру так називають через характерні для цієї епохи темні кольори глини та мергелю. Цей шар завтовшки приблизно 50 м, утворює навколо гори родючий горбистий район. Його найнижчі підшари (від альфи до гами) знаходяться під поверхнею. Амальтеентон (шар дельта) це найтовщий підшар, до 35 м завтовшки. Особливістю є сланець Posidonia (шар епсилон) 10 м завтовшки. У цьому підшарі також знаходяться скам'янілості великих тварин, таких як іхтіозаври. Відслонення сланцю Посидонії, що знаходиться на початку природної стежки, є унікальною природно-геологічною пам'яткою, де заборонено шукати та збирати копалини. Над цими добре видимими сланцевими шарами лежить юрський мергель (шар дзета) 2,7 м завтовшки.

#### Середньоюрські (доггерські) шари
Темно-коричневі кольори вивітрених верхніх шарів дають назву коричневій (або середній) юрі. Кольори є результатом висококонцентрованого заліза. Шар Доггера 135 м завтовшки становить основну частину схилів Гессельберга. Найнижчий підшар (Доггер альфа) 75 м завтовшки сформований із глини опалінус. Ґрунт цих шарів дуже сприятливий для зсувів, що призвело до нерівностей лук. Поверх опалінової глини лежить шар залізного пісковику (Доггер бета), який становить 40 м завтовшки. Для цих шарів дуже характерний крутий підйом рельєфу. Оскільки шар опалінової глини непроникний для води, на переході до залізного пісковику утворився джерельний горизонт. Шари гамми Доггера (шари Совербія) (1 м), дельти Доггера (Острин-вапно) (4 м), та епсилон Доггер (ооліт-вапно) (2 м) узагальнено під терміном «ооліти». Ці шари містять багато скам'янілостей. На самій вершині середньоюрських шарів є багатошаровий глиняний шар (дзета Доггер), який становить лише 2 м. Цей невеликий шар утворює терасу навколо Гессельберга. На її південній стороні були зведені будівлі народної середньої школи.

#### Пізньоюрські (мальмові) шари

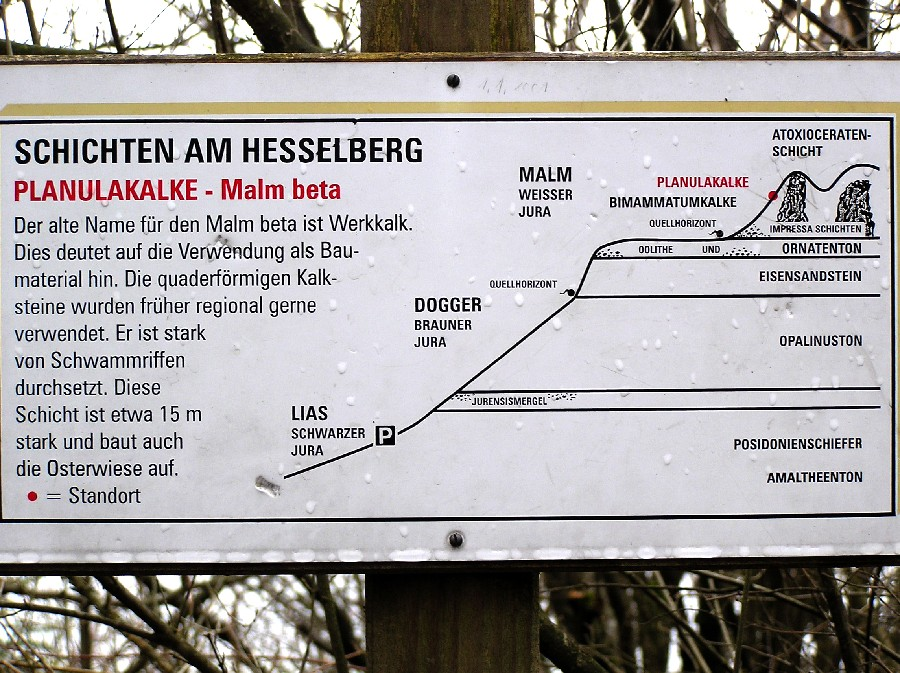
Інформаційний знак на стежці природи

Найбільш верхній шар Юри називають Білою Юрою через його світлий колір. Такі шари можуть бути до 400 м завтовшки у франконській Юрі, але в Гессельберзі вони здебільшого абляційні; залишилося лише 85 м. Породи мальма частково є осадами, а частково утворені з коралових відкладів древніх морських губок. Ця порода широко поширена на головній вершині. Світле вапно білої юри було популярним будівельним матеріалом для будинків (випалене вапно) та для будівництва доріг (щебінь). Ці западини — наслідки видобутку на західному плато. Найнижчі шари утворюють шар Імпресса (нижній Мальм альфа), які є приблизно 25 м завтовшки, а Бімаматум-вапном (висока альфа Мальме). Стара назва Planula-вапняк (Мальме бета) — промислове вапно, яка вказує на використання  будівельним матеріалом. Цей шар, який становить 15 м завтовшки і вкрапленими губчастими рифами, утворює плато Остервізе. Невеликий кар'єр під головною вершиною складається з вапняку Планула в нижній частині та шару атаксіоцерату (гама Мальма) у його верхній частині, що утворює основний пік потужністю 20 м. Верхній шар гами Мальма і шари дельти Мальма до дзета Мальма на Гессельберзі вже дуже еродовані.

## Історія колонізації та важливі події в регіоні Гессельберг
На деяких автостоянках в регіоні є ілюстровані діаграми, які дають уявлення про історію поселення району.

### Доісторичний період та рання історія
Гессельберг використовувався як притулок і житло ще в доісторичні часи. Археологічні артефакти часів кам'яної доби (приблизно 10 000—2000 рр. до н. е.) були знайдені переважно на ділянці Остервізе. У бронзову добу (приблизно 2000—1300 рр. до н. е.) гора була постійно заселена. За часів Епохи поховальних урн (приблизно 1200—750 рр. до н. е.) колонію на плато оточували куртинні вали з ровами. Навіть сьогодні 5-кілометрові залишки оборонних стін і валів навколо Остервізе, гори Еінгер та гори Герольфінгер дають уявлення про важливість цих укріплень. За цим укриттям з кам'яної кладки виник важливий політичний, економічний та релігійний центр. Довгий час ці споруди вважалися кельтськими за походженням, але лише один артефакт (зброя воїна) з латенського періоду (500–15 рр. до н. е.) свідчить про причетність кельтів. У період Великого переселення та в середні віки стіни Гессельберга використовувалися як укриття та для оборонних цілей. Міський музей Еттінгена та музей доісторичних часів і ранньої історії в Гунценгаузені містять багато експонатів, зокрема знарядь праці та зброї.

### Римляни

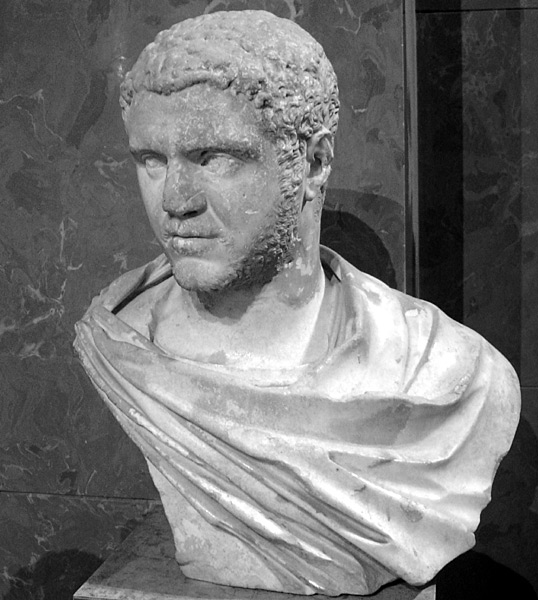
Бюст імператора Каракалли (Лувр)

За правління імператорів Доміціана (81–96 рр. н. е.) Та Адріана (117—138 рр. н. е.) римляни розсунули кордон своєї провінції Ретія далі на північ. Вони розширили германську стіну для захисту від германських народів і обладнали її багатьма сторожовими вежами, а в безпосередній близькості від Гессельберга був збудований великий замок. За правління імператора Каракалли (близько 213 р. н. е.) відбулося останнє і найбільше розширення укріплень. На захід від гори стіна перетинала річки Верніц та Зульцах у напрямку з півночі на південь. За кілька кілометрів на північ від Віттельсгофена вона повертає на схід. Завдяки цьому різкому вигину стратегічно важливий Гессельберг був включений до складу Римської імперії. Були замки у Ауфкірхені, Руффенгофені, Дамбаху і Унтершванінгені. Замок Руффенгофен був найбільшим у районі Гессельберга. На самій горі археологи не знайшли жодних римських будівель. Залишками стіни тепер є кам'яні хребти, заховані в лісі. Нині більшість цивільних та військових залишків стін заховані під землею місцевих лук та полів. На вершині замку Руффенгофен побудований римський парк. У місцевому музеї Вайтлінґена є кілька римських експонатів.

### Алемани та франки
Близько 260 р. н. е. алеманські та германські племена увійшли в регіон і зруйнували стіни укріплень, замки та багато поселень. Римлянам довелося перенести кордон назад до Дунаю. Алемани заснували свої перші маєтки і працювали на землі як рільники та скотарі. Як і назви місцевих міст, які закінчуються на «-ingen», а також типові поля вказують на алеманське коріння. Села Рьокінген, Еїнген, Вайльтінген та Ірзінген походять із цього періоду. Наприкінці V століття франки вийшли з нижньої долини Майну і започаткували другу хвилю колонізації. З 496 до 506 рр. під владою короля Меровінгів Хлодвіга I вони розгромили швабських алеманів, які втратили свої північні території, які раніше досягали басейну Нойвідера, і були відтіснені за лінію Оос — Горнісгрінде — Асперг — Гессельберг. Сьогодні ця лінія дуже відповідає межі франконського та швабсько-алеманського діалектів. Незважаючи на те, що франки частково насильницьким шляхом витіснили алеманів, у регіоні Гессельберг розвивалися змішані поселення, такі як Еїнген та Рекінген, майже завжди з франконськими головами поселень. Франки заснували села Лєнтерсгайм, Обермегерсгайм, Гайльсгайм, Франкенгофен і Кьонігсгофен серед інших. Франкські селяни встановили три польові сівозміни з їх Флюрцванґом (німецькою системою правил, що стосуються громадських сільськогосподарських угідь у середні віки), які практикувалися до сучасної консолідації сільського господарства. У VII столітті — за правління короля Меровінгів Дагоберта I — в Аугсбурзі почалася християнізація. У VIII столітті англосаксонські місіонери заснували монастир Гайденгайм під владою франко-каролінгів.

### Середньовіччя

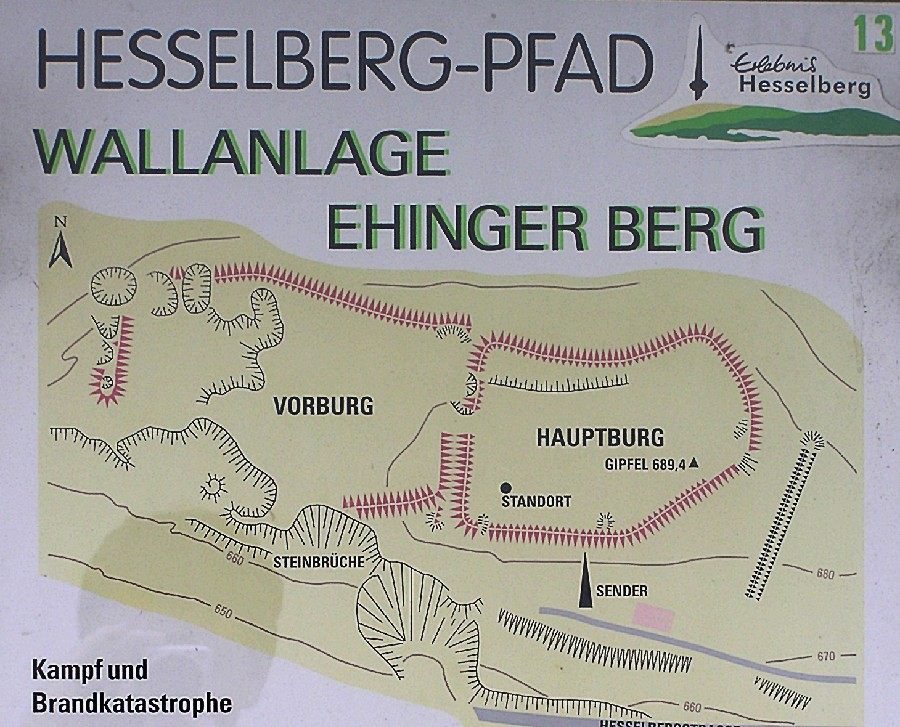
Інформаційний знак на стежці Гессельберга

У ранньому Середньовіччі Гессельберзька область була частиною королівських лісів. Руїни замку знайдені на горі Еїнгер та на Шльосляйнсбуку. Будова на горі Еїінгер має своє коріння в каролінгсько-оттонський період (VIII–IX ст.). Виявлені там поховання вказують на насильницький кінець, покладений угорськими солдатами наприкінці X століття, коли угорці спалили весь замок. Будівля на Шльосляйнсбуку спочатку була призначена для використання як притулок, у XI або XII столітті вона була розширена лордами Лентерсгайму та адаптована як добре укріплений лицарський замок. Про зуйнування замку згадується в сімейному дереві володарів Лентерсгайму: Коли Конрад Лентерсгайм повернувся з північних італійських походів короля Фрідріха II у 1246 році, його замок був цілком зруйнований. Після цього він розпочав будівництво нового замку в Ноєнмур. Фактично, солдати з Гессельберзької області супроводжували згаданого гогенштауфенського короля Фрідріха II до Італії в 1239 р. для боротьби з папою Григорієм IX. До тих пір, поки вони не вимерли на початку XIX століття, лорди Лентерсгайму жили у своїх замках в Альтен- та Ноєнмур, сьогоднішньому Мур-ам-Зее. Після цього пряма колонізація Гессельберга закінчилася.
Ауфкірхен, який був укріплений у середньовічні часи, мав міську стіну та четверо міських воріт. На той час Ауфкірхен мав міські привілеї.

### Доба бургграфів і маркграфів
Доба бургграфів у Середній Франконії має своє походження в Високому Середньовіччі, коли король Генріх VI офірував Фрідріху III, який походив з Швабії, з успадкованою вотчиною в Нюрнберзі бурґграфський пост в 1192 році. Фрідріх III заснував франкську лінію дому Гогенцоллернів з титулом «Бургграф Фрідріх I Нюрнберзький». Завдяки обміркованим шлюбам та компромісам франкський Цоллерн здобував все більші багатства та вплив.
У 1331 р. бургграфи переїхали в Ансбах. У 1363 р. вони були піднесені до титулу соверенів, а в 1417 р. проголошені маркграфами Бранденбурга. Дороге утримання двору та постійні конфлікти з імператорським містом Нюрнбергом призводять до високого рівня боргів молодого князівства, а отже, вони накладають на своїх підданих нестерпний тягар податків. Як наслідок, 6 травня 1525 р. на півдні Франконії почалася німецька селянська війна. Цього дня непокірні селяни зібралися на вершині Гессельберга, звідти вони вирушили до Вассертрюдінгена і захопили маркграфського фоґта. Потім вони пограбували монастир Аугаузен. По дорозі до Гайденгайму селян схопили або вбили на місці маркграфи з Гунценгаузена.
Під час Тридцятилітньої війни (1618—1648 рр.) великі території нинішньої Середньої Франконії були спустошені та знелюднені. Лише в кінці XVII століття економічне та фінансове становище маркграфів покращилося. Маркграфи дозволили австрійським та французьким релігійним біженцям стати громадянами і підтримали єврейських купців у розбудові їхнього бізнесу, тому велика кількість євреїв оселилася в селах навколо Гессельберга. Крім того, маркграфи проводили меркантильну політику та розширювали сільськогосподарську освіту. Останній маркграф Александер передав князівство, тепер вільне від боргів, прусам у 1791 році.

### XIX і XX століття

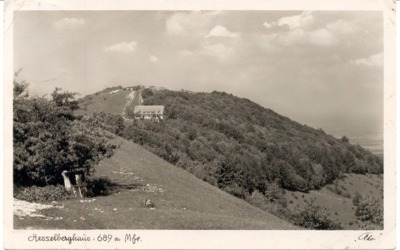
Гессельберг близько 1930 р. — Вид з Остервізе на захід на будинки Гессельберга

Важливою датою в історії гори було 10 червня 1803 р., Коли прусський король Фрідріх Вільгельм III піднявся на Гессельберг під час свого візиту до своїх франкських маєтків. У 1806 р. Гессельберзька область була передана Баварії в ході обміну землями між Баварією та Пруссією: Баварія отримала прусське князівство Ансбах, включаючи Гессельберг, а натомість Пруссія отримала графство Віттельсбах Берг (столиця Дюссельдорф), розташоване у Нідеррайні (Баварсько-прусський контракт, Париж, 15 лютого 1806 р.). У 1808 р. перший місцевий кодекс став основою муніципальної автономії, яка була розширена другим Баварським муніципальним указом 1818 р. Після цього багато невеликих сіл стали самоврядними та отримали статус муніципалітету за законом як юридичні особи.
До Другої світової війни єврейське життя та культура відігравали важливу роль у всьому регіоні Гессельберг. Єврейські поселенці вже згадувалися у писаннях у XIV столітті, і багато євреїв досягли слави як купці та вчені. Націонал-соціалісти діяли в селах навколо Гессельберга, вони руйнували синагоги і виганяли або переселяли євреїв у концтабори. Відомий видавець-антисеміт Юліус Штрайхер як голова франкського нацистського району заснував традиційні зустрічі нацистів у Гессельбергу. Після приходу до влади НСДАП у 1933 р. у вигляді партійних маніфестацій проходили щорічні Дні Франків (проводилися до 1939 р.). Окрім Нюрнберзьких з'їздів, це були найбільші прояви нацистської пропаганди у Франконії. Дні Франків двічі відвідував як спікер Герман Герінг, також там бував Адольф Гітлер. До 100 000 відвідувачів Остервізе слухали агресивні антисемітські виступи Юліуса Штрайхера. У той час Гессельберг отримав назву Heiliger Berg der Franken (Святої гори франків). На Гессельберзі не залишилося залишків цього темного часу. Високі нацистські плани ніколи не були реалізовані на практиці: ані будівництво школи імені Адольфа Гітлера не було реалізовано, ані мавзолею Юліуса Штрайхера. До Другої світової війни нацисти встигли добудувати лише адміністративну будівлю з гаражем. Пізніше цей гараж використовувався як каплиця біженцями, які були розміщені на Гессельберзі.
З 1951 року Гессельберг став важливим осередком для місцевих лютеран. У цьому році був заснований Лютеранський центр освіти дорослих і вперше відбувся Конгрес Євангельсько-лютеранської церкви в Баварії. Відтоді тисячі християн стали збиралтся в цей понеділок Святого Духа, щоб відсвяткувати цю церемонію віри. У період з 1945 по 1992 рік район навколо головної вершини служив радіолокаційною станцією для армії США. У 1972 р. Ляндкрайз (район) Дінкельсбюля та муніципалітети Гессельберга були скасовані під час реформи району та включені до складу Ляндкрайзу Ансбах. У ході останніх реформ багато невеликих автономних муніципалітетів об'єдналися в сучасні муніципалітети.

## Гессельберзька область сьогодні

### Зручності та заходи

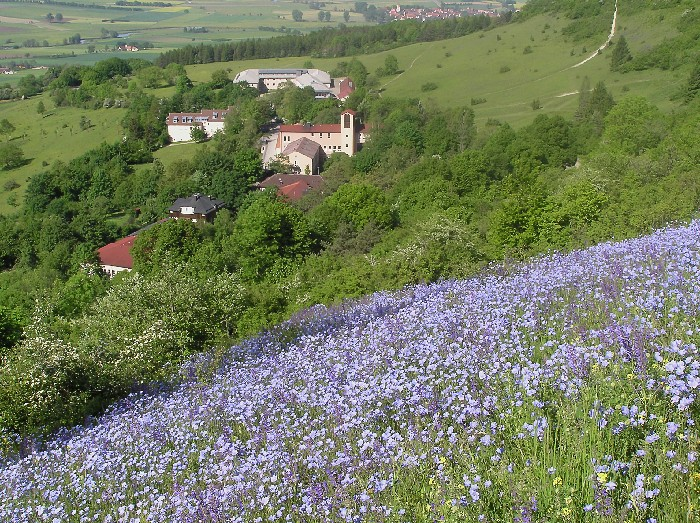
Протестантський освітній центр з полем квітучого льону на передньому плані

Найважливішою щорічною подією є Баварський Конгрес протестантської церкви. Ця подія добре відома за межами регіону, і щороку в понеділок Святого Духа він приваблює тисячі протестантів. Згідно з традицією, що починається з 1803 р., Гессельберзька Меса проводилася на Остервізе в першу неділю липня; саме цього дня король Пруссії Фрідріх Вільгельм III та його дружина Луїза відвідали гору.
Протестантсько-лютеранський центр освіти дорослих Гессельберг, заснований 14 травня 1951 р. став першим баварським центром освіти дорослих. Його основне завдання — навчання дорослих для сільського дияконства (сімейні медсестри, сільські помічники, помічники у бізнесі). 15 вересня 2005 року він був перейменований на Протестантський освітній центр Гессельберг (EBZ Hesselberg — Evangelisches Bildungszentrum Hesselberg). За словами преподобного Бернда Ройтера, голови нового освітнього центру, його місією є розширення діапазону доступної освіти з акцентом на «Віру, сільський простір та розвиток особистості».
Протестантсько-лютеранський дияконат Ансбах зробив популярний молодіжний центр зі старого будинку Гессельберга біля вершини.

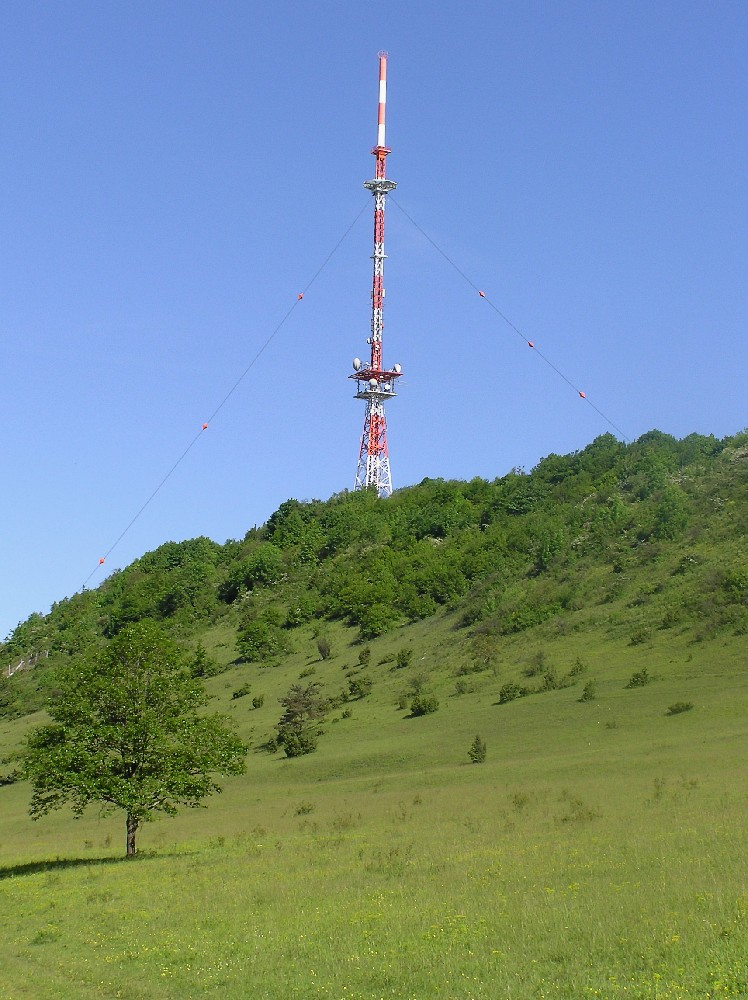
Вид на телевежу

Здалеку видна телевежа з її 119 м — наземний передавач ZDF та Bayerisches Fernsehen (баварське телебачення) для франконського регіону. Ця вежа, розташована на 49 ° 4 '12 «пн.ш. та 10 ° 31' 37» с.ш., має незвичайну конструкцію: вона є так званою «гібридною вежею» і складається з окремо поставленої каркасної основи з каркаса і зверху — вежа з дротовою передачею. Він також транслює радіопередачу UKW Radio 8 .
| Програма              | Канал/частота | ERP     |
| --------------------- | ------------- | ------- |
| ZDF                   | 32 (PAL)      | 410 кВт |
| Bayerisches Fernsehen | 47 (PAL)      | 440 кВт |
| Радіо 8               | 89,1 МГц      | 100 Вт  |

Крім того, радіолюбителі утримують на горі невелику релейну станцію для голосового радіо, пакетного радіо та аматорського телебачення. Енергію для цієї станції забезпечують сонячні батареї та вітряки.

### Чотири муніципалітети навколо гори

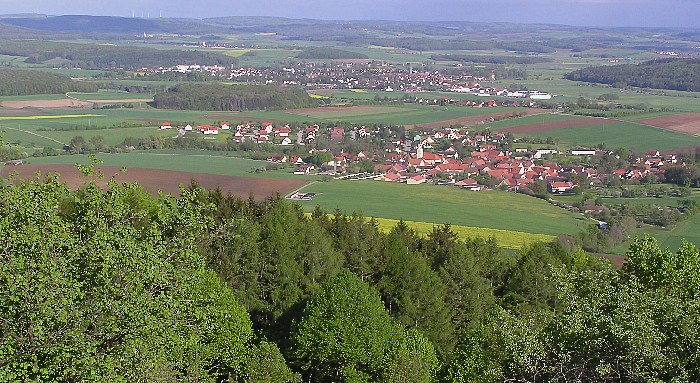
Вид на Рьокінген, місто Васертрюдінген знаходиться вдалині

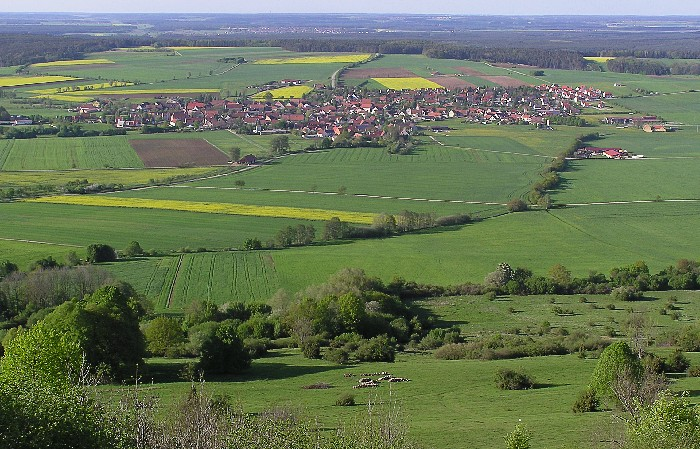
Вид на Еїнген

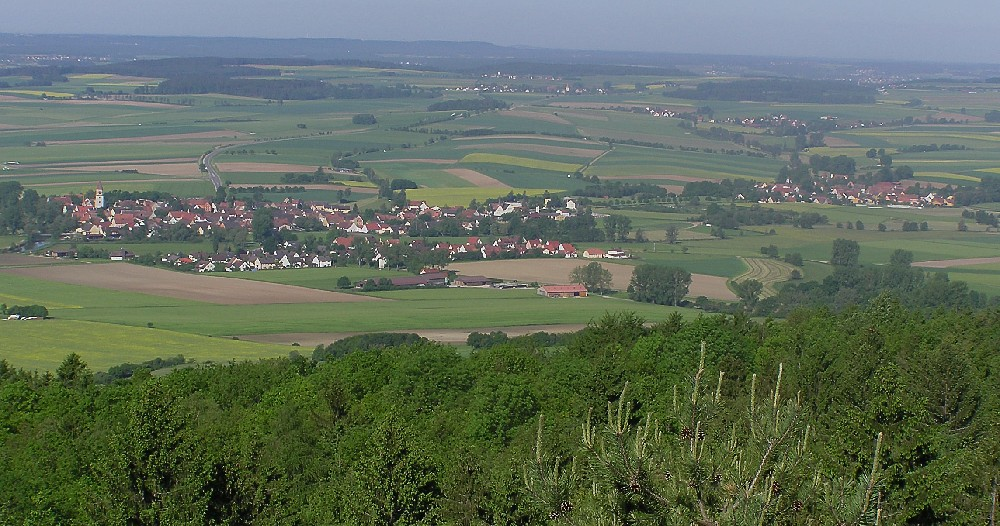
Вид на Віттельсгофен, Унтер-унд-Оберміхельбах знаходиться біля правої межі зображення

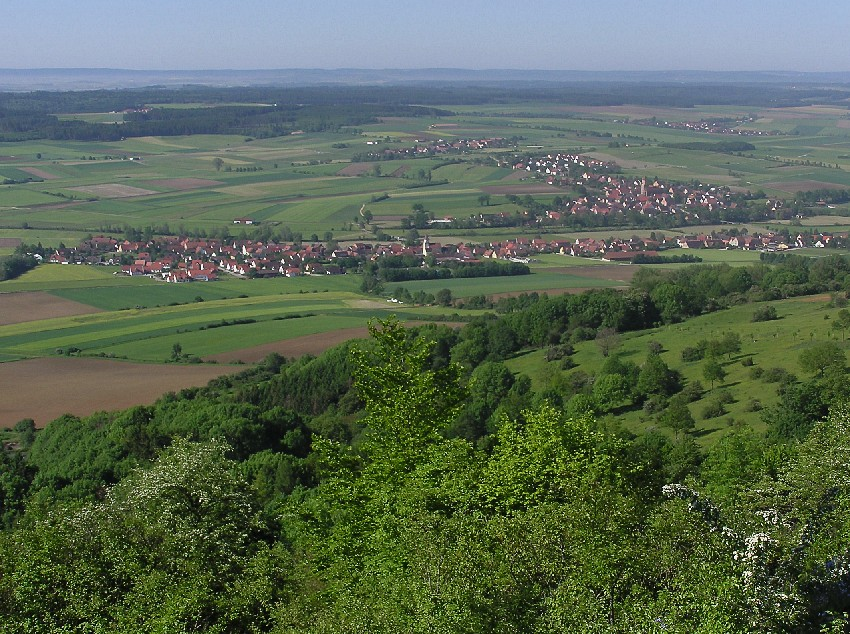
Вид на Герольфінген, Ауфкірхен та Ірсінген — на відстані

На горі перетинаються кордони чотирьох муніципалітетів. Примітно, що основні села цих муніципалітетів розташовані біля підніжжя гори, тоді як інші муніципальні частини утворюють зірковий візерунок навколо цих центрів. На півночі знаходиться Еїнген з приблизно 2100 жителів і площею 47 квадратних кілометрів. Звідси веде стежка через луки з фруктовими деревами, а потім через лісистий північний схил до вершини. Знаки на цій стежці містять інформацію про бджільництво. На сході знаходиться невеликий муніципалітет Рьокінген з приблизно 800 мешканців та площею 10.91 км2. Переважно сонячна стежка в напрямку Остервізе веде до мальовничої, тінистої липової алеї в її останній частині. На південному схилі лежить Герольфінген з приблизно 1100 жителів та площею 13 км 2 з дорогою до стоянок на Гессельберзі. Стежка веде з Герольфінгена через луки з фруктовими деревами та красивою каштановою алеєю, стару частину якої восени 2004 року доповнили новими плантаціями. Село Аукірхен з його історичною ратушею та церквою Святого Івана, яке видно здалеку, належить Герольфінгену. На заході знаходиться Віттельсгофен з 1300 мешканців і площею 24.22 км2, в місці злиття річок Ворніц і Зульцах. Місто є відправною точкою геологічної природної стежки.
Разом з муніципалітетом Унтершванінген ці чотири муніципалітети складають адміністративний колектив Гессельберга.

### Рекреаційний регіон
Муніципалітети Еїнген, Герольфінген, Рьокінген і Віттельсгофен були об'єднані разом з муніципалітетами Дюрвангена, Лянгфурта, Мьонхсрота, Унтершванінгена, Вассертрюдінгена, Вайльтінгена і Вільбургштеттена 31 січня 1973 року, щоб сформувати Fremdenverkehrsverband Hesselberg е. В. (Туристична асоціація Гессельберга). З того часу Дюррванген покинув асоціацію. З нагоди 30-річчя Fremdenverkehrsverband Hesselberg e.V змінила назву на Touristikverband Hesselberg e.В. Його штаб-квартира знаходиться у Васертрюдінгені. Термін рекреаційний регіон Гессельберг позначає об'єднану територію цих муніципалітетів-членів. Через цей регіон із заходу на схід веде німецька вапняна дорога. Служба Entwicklungsgesellschaft Hesselberg mbH (Департамент розвитку регіону Гессельберг) була заснована 5 жовтня 1999 року. Це федерація муніципалітетів, яка виходить далеко за межі регіону Гессельберг. Завдання та сфери впливу цієї корпорації дуже широкі і містять, серед іншого, економіку, культуру та туризм. Головний офіс знаходиться в замку Унтершванінген.
Величезна кількість лук з фруктовими деревами, призвела до утворення кількох комун Interessengemeinschaft Moststraße (Громада інтересів, яка повинна бути-дорога). Муст-Роуд навколо Гессельберга планується найближчим часом як для кращого збуту фруктової продукції, так і як новий туристичний об'єкт.
В районі Гессельберга та його околицях проходять численні туристичні стежки. Дві основні стежки мають багато знаків, що містять інформацію для туриста. Геологічна природна стежка, яка становить 3 км завдовжки, веде від її початкової точки поблизу Віттельсгофен до вершини гори. Знаки на маршруті розповідають про геологічну історію та будову гори. Гессельберзька стежка утворює кругову подорож по висотах Гессельберга. Обидві траси добре поєднуються. Остервізе — це місце зустрічей пілотів моделей літаків, там же можна знайти зони старту для дельтапланів та парапланів. Регіональний планерний аеродром розміщений у прилеглому Ірзінген. Туристичне бюро Гессельберга, Bund Naturschutz в Баварії (Баварський альянс охорони природи) (районна група Ансбах) та Landesbund für Vogelschutz в Баварії (Баварський державний альянс охорони птахів) (районна група Ансбах) організовують екскурсії та піші походи. Біля підніжжя гори рибалки можуть насолодитися своєю пристрастю біля річок Ворніц та Зульцах. Німецька альпійська асоціація (відділ Гессельберга з офісом у Бехгофені) побудувала невелику хатину на північному схилі для підтримки зимових видів спорту.
Серед туристичних напрямків:
- старі міста Нордлінген, Дінкельсбюль, Фойхтванген, Ротенбург, Ансбах та Гунценгаузен
- франконська озерна земля
- Ганенкамм
- Природний парк Альтмюльталь
- Латинський парк Руфенгофен

### Охорона ландшафту
Випас овець на пасовищах необхідний для збереження напівсухих та сухих лук. Однак заростання чагарниками, такими як терен, шипшина, ялівець та ясен, значно посилилось у багатьох місцях на горі, незважаючи на наявність стад, що належать до двох вівчарських ферм (північна сторона: приблизно 600 овець, південна сторона: приблизно 1000 овець). Без додаткового механічного обслуговування відкритий простір на горі не залишиться відкритим у довгостроковій перспективі. Починаючи з 1997 року, муніципалітет Ехінген почав нові напрямки, спрямовані на збереження цих великих пасовищ на північних схилах Гессельберга. Щорічні громадянські кампанії з важливими завданнями «очищення» та технічного обслуговування виконуються у співпраці між Landschaftspflegeverband Mittelfranken (Середньофранконська асоціація охорони ландшафтів) та пастухом Гансом Готом. Під фразою «Один день для гори» багато підлітків, громадян похилого віку, фермерів та інших мешканців здійснюють паломництво до гори кожного конкретного дня кожної осені та працюють разом. Робота виконується всього за чотири години робочого часу, переривається короткою перекускою і закінчується обідом. В середньому в Ехінгені добровільно працює 40 осіб. Ця активна підтримка громадянами вівчарства («очищення» значно покращує умови пасовища) має кілька функцій:
- Нові методи роботи в галузі охорони ландшафту та природи
- Активна підтримка вівчарської ферми готів громадою (вартість харчування, використання комунальних тракторів тощо) та громадянами сприяє добросусідству та зменшує забобони.
- Зразкова діяльність щодо збереження флори та фауни (активний ландшафт та охорона природи) у межах культурного ландшафту поблизу (посилення ідентифікації з батьківщиною)
- Соціально-комунікативні аспекти: учасниками є фермери та не фермери. За їх участі підвищується поінформованість про проблеми землекористування також серед громадян, не пов'язаних із сільським господарством.
- Спільна робота, закуски та обід об'єднують учасників.
- Учасники різних вікових груп (від 16 до 70) збираються разом і зменшуються забобони («Сьогоднішня молодь нічим не цікавиться»).
- Завдяки своїм волонтерам, муніципалітет не залежить від втручання держави.
- З 2001 року муніципалітети Гессельберга Рекінген та Герольфінген наслідували цей позитивний та успішний приклад. Вони також проводять дні активності під прапором «Один день для гори».

## Флора і фауна
Завдяки багатошаровості гірських порід, ґрунту, клімату та рослинності, Гессельберг вивів різноманітну рослинність з деякими рослинними угрупованнями, що належать до цієї місцевості.

### Рослинність занедбаних пасовищ

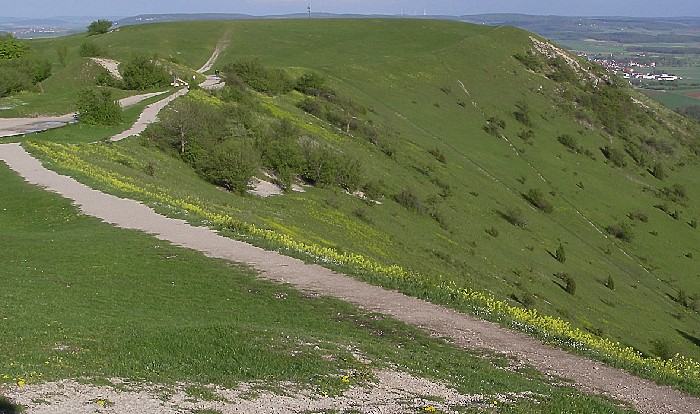
Плато і південний схил Остервізе є прикладами типового занедбаного пасовища.

Важливим завданням утримання ландшафту є збереження посушливих сухих та безлісих лук та сухих лугових схилів. Ботаніки назвали цей тип рослинності Magerrasen (занедбані луки). Земля там вкрита тонкою сухою травою, і характерною рисою є нерівномірно розташовані кущі ялівцю. На цьому бідному поживними речовинами неродючому ґрунті росте більше 40 різних видів квіткових рослин. Часто можна зустріти різні дрібні види тирличу. В кінці літа цвітуть сон і дев'ятисил безстеблий. З квітня до червня метелики зоряниця Аврора літають над сонячними схилами. Одним з найважливіших завдань щодо збереження занедбаних пасовищ є традиційне скотарство. Випас овець є обов'язковою умовою для тривалого збереження цих пасовищ. Якби кількість поголів'я було зменшено, спочатку виростало б більше колючих і голчастих чагарників, тому що їх утримують вівці — велика кількість кущів ялівцю процвітає з тієї ж причини. Під прикриттям цих колючок та живоплотів розвиваються інші гаї та перші дерева. На завершальному етапі гора переважно заростає лісом. Трав'яний покрив занедбаних пасовищ позитивно впливає на якість овечого м'яса. Через це ресторани регіону Гессельберг все частіше пропонують страви з баранини Гессельберга.

### Луки, живоплоти та колодязі

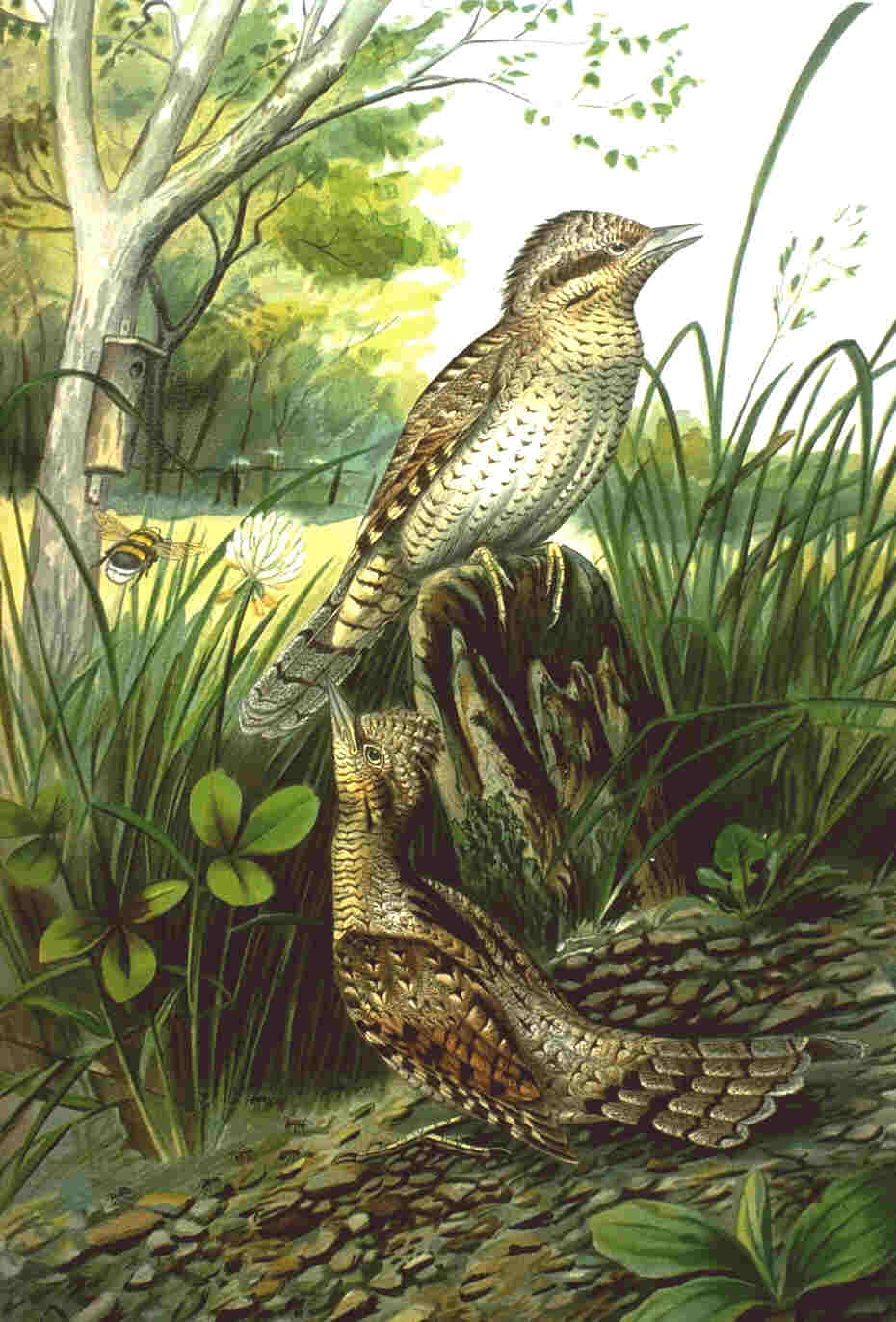
Крутиголовка

Багато в чому врожайні луки та поля ранньоюрського ґрунту в околицях Гессельберга є протилежністю занедбаним і бідним поживними речовинами пасовищ. Цей регіон традиційно використовувався для сільського господарства. На його полях вирощують пшеницю, жито, овес, буряк та кукурудзу. На фермах вирощують свиней та велику рогату худобу та займаються молочним скотарством.
У нижніх і середніх частинах схилів старі та занедбані луки з плодовими деревами багаті різноманітними барвистими квітами. Завдяки своїм високим стовбурам фруктові гаї забезпечують оптимальне середовище існування для різноманітних дрібних тварин, птахів та рослин. Крутиголовка — один із типових мешканців цих луків, оскільки вони уникають похмурих ділянок та густих лісів. Не менш важливими для дрібних тварин, птахів та рослин є різні живоплоти та чагарники, які можна знайти скрізь на Гессельберзі та його околицях. У нашому ландшафтному ландшафті живоплоти мають найбільшу різноманітність мікрооселищ. Окрім гаїв, є багаті трав'яні угруповання — багаті видовим складом, на яких трапляється сушняк дерев і чагарників та, зрідка, особливі біотопи, такі як скелі і кам'нисті розсипища. Через перехід від водопроникних до водонепроникних шарів гірських порід виникло кілька водоносних горизонтів, що дають багатство джерел. На Гессельберзі є кілька глибоких свердловин, але більшість джерел з'являються у вигляді плоских заболочених луків. Особлива флора і фауна мокрих місць і оточень струмків не відразу помітна, оскільки більшість організмів мікроскопічні. Росичка — одна з дуже рідкісних рослин, що зустрічається в цих водно-болотних угіддях.

## Посилання

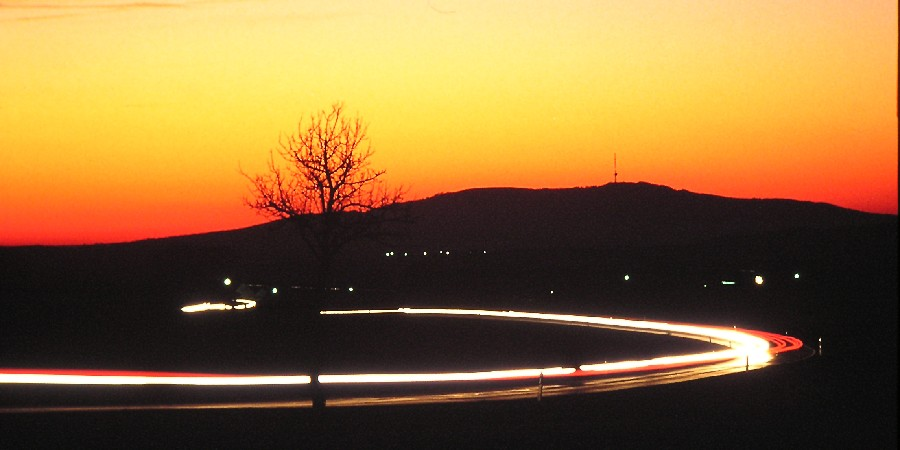
Гессельберг пізно ввечері (зі сходу)

### Біорізноманіття лісу

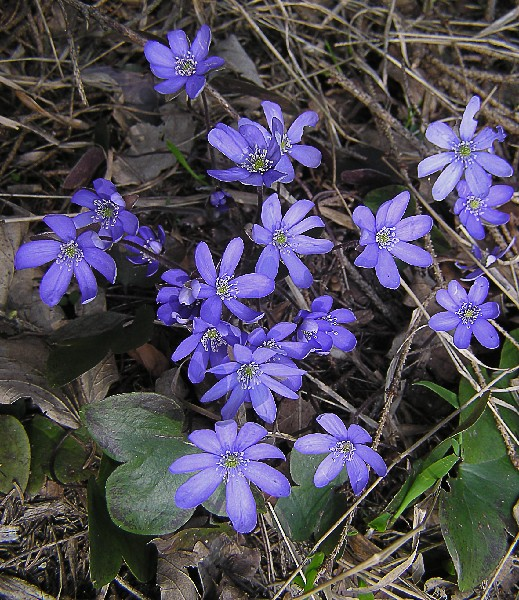
Печіночниця звичайна (Hepatica nobilis) — ознака весни.

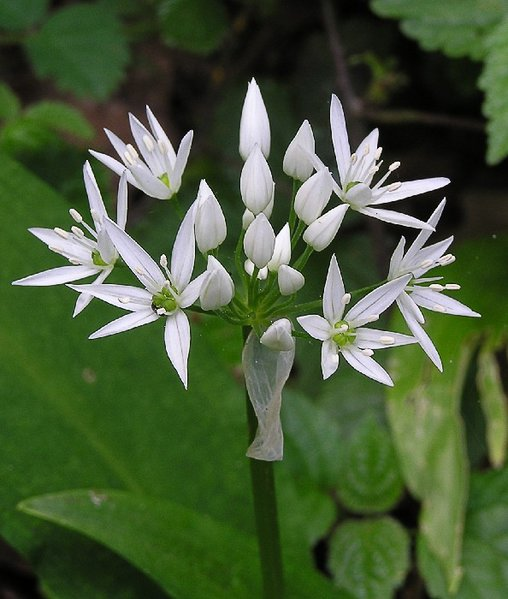
Витончене цвітіння часнику ведмежого (Allium ursinum).

На Гессельберзі можна зустріти будь-які форми (високий ліс, переліски з галявинами, чагарники) та типи (помірний хвойний ліс, змішаний ліс, листяний ліс) лісів. Найбільш цікавий вигляд має підлісок у верхніх районах північного схилу. Після прорідження більше світла потрапляє на землю, і термофільні тварини, такі як піщана ящірка, процвітають. Пізніше, коли лісовий намет знову закривається, багато інших спеціалізованих тварин, таких як слуква лісова, знаходять відповідне середовище існування. Вся дичина, характерна для німецьких лісів (наприклад, заєць, сарна, лисиця та вивірка), є в лісах Гессельбергу. Барабанний дріб дятлів та кування зозулі сприяють настрою лісу, як і спів незліченної кількості птахів. Ознаками весни в лісах Гессельбергу є різноманітні жовтецеві — такі як печіночниця і анемони. У травні часник ведмежий перетворює землю листяного лісу на килим із зеленого та білого цвітіння. Після цвітіння інтенсивний запах часнику наповнює повітря. Різні види орхідей, такі як булатка червона, стають все більш рідкісними. Лілію лісову, що належить до родини лілійних, все ще можна зустріти відносно часто, але різноманітність квітів потребує захисту. Еріка та жарновець віниковий віддають перевагу залізним пісковиковим шарам нижніх частин схилів

Різноманітність лілії лісової в листяних лісах Гессельбергу
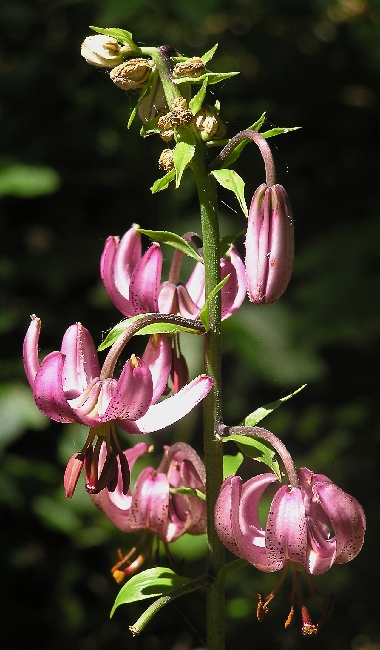
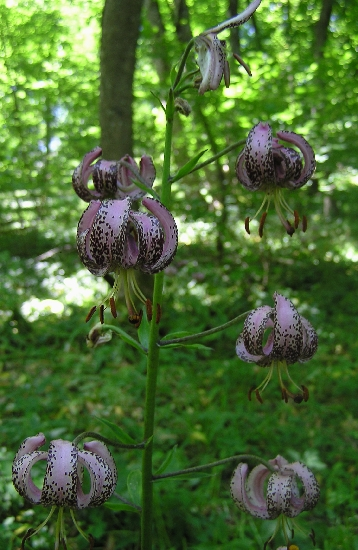
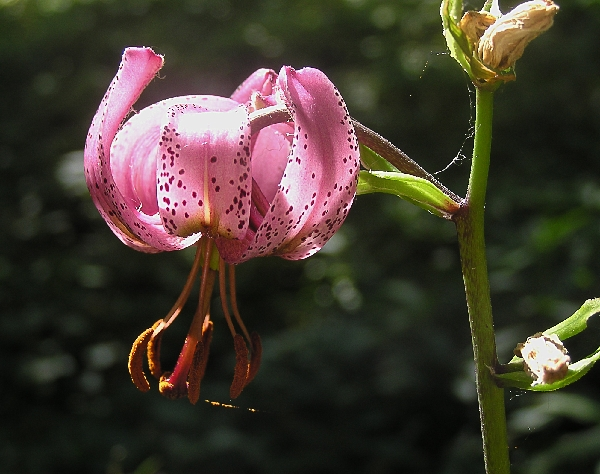
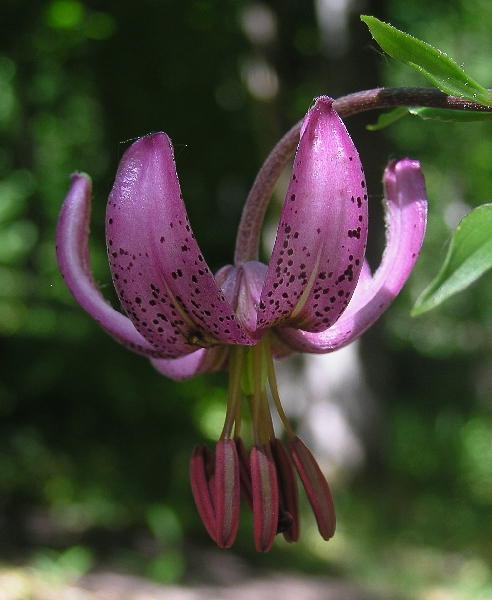
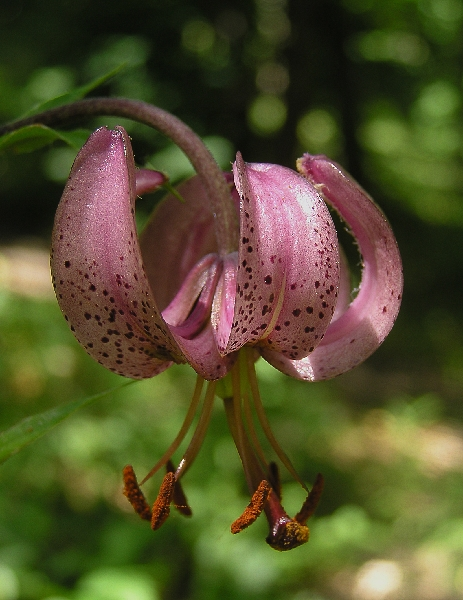
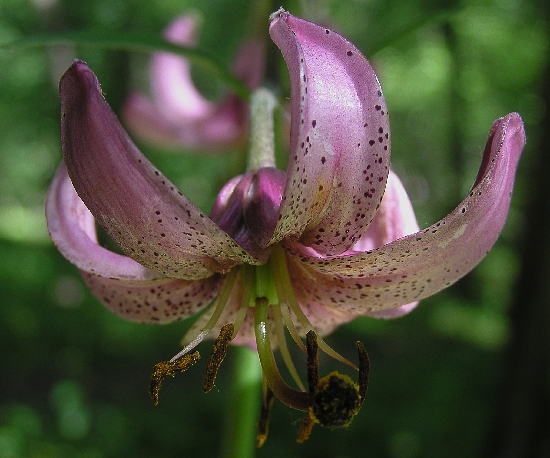